# Seznam medailistů na mistrovství světa v jízdě na skibobech
Toto je Seznam medailistů na Mistrovství světa v jízdě na skibobech.

## Muži

### Sjezd (muži)
| Rok                                 | Zlato                               | Stříbro                                 | Bronz                                 |
| ----------------------------------- | ----------------------------------- | --------------------------------------- | ------------------------------------- |
| MS 1967 Bad Hofgastein              | Willi Brenter Rakousko (AUT)        | Josef Pitzer Rakousko (AUT)             | Silvio Schauberger Rakousko (AUT)     |
| MS 1969 Crans-Montana               | Josef Pitzer Rakousko (AUT)         | Michael Bonvin Švýcarsko (SUI)          | Silvio Schauberger Rakousko (AUT)     |
| MS 1971 Reno                        | Josef Estner Západní Německo (FRG)  | Alois Fischbauer Rakousko (AUT)         | Josef Haunsperger Rakousko (AUT)      |
| MS 1973 Garmisch-Partenkirchen      | Alois Fischbauer Rakousko (AUT)     | Gerold Moser Rakousko (AUT)             | Franz Schwab Rakousko (AUT)           |
| MS 1975 Val-d'Isère                 | Alois Fischbauer Rakousko (AUT)     | Alexander Irausek Rakousko (AUT)        | Martin Albrecht Švýcarsko (SUI)       |
| MS 1977 Bischofswiesen a Schladming | Martin Albrecht Švýcarsko (SUI)     | Alexander Irausek Rakousko (AUT)        | Erich Goriup Rakousko (AUT)           |
| MS 1979 Lenzerheide                 | Hans Irausek Rakousko (AUT)         | Robert Mühlberger Rakousko (AUT)        | Kurt Willinger Švýcarsko (SUI)        |
| MS 1981 Lungötz                     | Hans Irausek Rakousko (AUT)         | Wolfgang Reiser Západní Německo (FRG)   | Kurt Haindl Západní Německo (FRG)     |
| MS 1983 Innerkrems                  | Willi Dimmer Rakousko (AUT)         | Hans Irausek Rakousko (AUT)             | Marzio Scolario Švýcarsko (SUI)       |
| MS 1985 Sterzing                    | Wendel Tschümperlin Švýcarsko (SUI) | Herbert Schackert Západní Německo (FRG) | Richard Nowak Západní Německo (FRG)   |
| MS 1987 Grächen                     | Walter Kroneisl Rakousko (AUT)      | Roman Ehl Československo (TCH)          | Alexander Kainz Západní Německo (FRG) |
| MS 1988 Dorfgastein                 | Walter Kroneisl Rakousko (AUT)      | Michael Hossek Rakousko (AUT)           | Willi Dimmer Rakousko (AUT)           |
| MS 1989 Oberammergau                | Walter Kroneisl Rakousko (AUT)      | Michael Hossek Rakousko (AUT)           | Thomas Klinsky Československo (TCH)   |
| MS 1991 Davos                       | Michael Hossek Rakousko (AUT)       | Sigfried Eschlböck Rakousko (AUT)       | Markus Moser Rakousko (AUT)           |
| MS 1992 Zell am See                 | Markus Moser Rakousko (AUT)         | Gerfried Seeber Rakousko (AUT)          | Sigfried Eschlböck Rakousko (AUT)     |
| MS 1993 Špindlerův Mlýn             | Markus Moser Rakousko (AUT)         | Michael Hossek Rakousko (AUT)           | Walter Kroneisl Rakousko (AUT)        |
| MS 1994 Adelboden                   | Max Forster Švýcarsko (SUI)         | Sigfried Eschlböck Rakousko (AUT)       | Dieter Lerchster Rakousko (AUT)       |
| MS 1996 Villach                     | Markus Moser Rakousko (AUT)         | Sigfried Eschlböck Rakousko (AUT)       | Dieter Lerchster Rakousko (AUT)       |
| MS 1999 Adelboden                   | Dušan Kudrnovský Česko (CZE)        | Franz Tschümperlin Švýcarsko (SUI)      | Björn Walter Švýcarsko (SUI)          |
| MS 2000 St. Johann im Pongau        | Markus Moser Rakousko (AUT)         | Štěpán Hlaváč Česko (CZE)               | Dušan Kudrnovský Česko (CZE)          |
| MS 2001 Bischofswiesen              | Štěpán Hlaváč Česko (CZE)           | Dušan Kudrnovský Česko (CZE)            | Björn Walter Švýcarsko (SUI)          |
| MS 2006 Grächen                     | Markus Moser Rakousko (AUT)         | David Krejčí Česko (CZE)                | Jakub Fedorko Česko (CZE)             |
| MS 2007 Aigen im Mühlkreis          | David Krejčí Česko (CZE)            | Markus Moser Rakousko (AUT)             | Štěpán Hlaváč Česko (CZE)             |

### Super G (muži)
| Rok                                                    | Zlato                          | Stříbro                                             | Bronz                              |
| ------------------------------------------------------ | ------------------------------ | --------------------------------------------------- | ---------------------------------- |
| MS 1989 Oberammergau                                   | Peter Eschlböck Rakousko (AUT) | Walter Kroneisl Rakousko (AUT)                      | Michael Hossek Rakousko (AUT)      |
| MS 1990 Seefeld in Tirol                               | Michael Hossek Rakousko (AUT)  | Dieter Lerchster Rakousko (AUT)                     | Gerfried Seeber Rakousko (AUT)     |
| MS 1991 Davos                                          | Michael Hossek Rakousko (AUT)  | Willi Dimmer Rakousko (AUT)                         | Felix Breitenmoser Švýcarsko (SUI) |
| MS 1992 Zell am See                                    | Gerfried Seeber Rakousko (AUT) | Dieter Lerchster Rakousko (AUT)                     | Markus Moser Rakousko (AUT)        |
| MS 1993 Špindlerův Mlýn                                | Gerfried Seeber Rakousko (AUT) | Peter Eschlböck Rakousko (AUT)                      | Siegfried Eschlböck Rakousko (AUT) |
| MS 1994 Adelboden                                      | Markus Moser Rakousko (AUT)    | Josef Pohl Česko (CZE)                              | Dieter Lerchster Rakousko (AUT)    |
| MS 1995 Mals                                           | Marcel Hüppi Švýcarsko (SUI)   | Josef Pohl Česko (CZE)                              | Walter Kroneisl Rakousko (AUT)     |
| MS 1996 Villach                                        | Markus Moser Rakousko (AUT)    | Peter Eschlböck Rakousko (AUT)                      | Dieter Lerchster Rakousko (AUT)    |
| MS 1997 Balderschwang                                  | Štěpán Hlaváč Česko (CZE)      | Dieter Lerchster Rakousko (AUT)                     | Dušan Kudrnovský Česko (CZE)       |
| MS 1998 Neukirchen am Großvenediger                    | Štěpán Hlaváč Česko (CZE)      | Dušan Kudrnovský Česko (CZE)                        | Björn Walter Švýcarsko (SUI)       |
| MS 1999 Adelboden                                      | Štěpán Hlaváč Česko (CZE)      | Franz Tschümperlin Švýcarsko (SUI)                  | Dušan Kudrnovský Česko (CZE)       |
| MS 2000 St. Johann im Pongau                           | Markus Moser Rakousko (AUT)    | Dušan Kudrnovský Česko (CZE)                        | Štěpán Hlaváč Česko (CZE)          |
| MS 2001 Bischofswiesen                                 | Aleš Housa Česko (CZE)         | Christian Ablinger Rakousko (AUT)                   | Štěpán Hlaváč Česko (CZE)          |
| MS 2002 Špindlerův Mlýn                                | Štěpán Hlaváč Česko (CZE)      | Dušan Kudrnovský Česko (CZE)                        | Björn Walter Švýcarsko (SUI)       |
| MS 2003 Visla                                          | Štěpán Hlaváč Česko (CZE)      | Dušan Kudrnovský Česko (CZE)                        | Stanislav Ježek Česko (CZE)        |
| MS 2004 Gosau                                          | Markus Moser Rakousko (AUT)    | Franz Tschümperlin Švýcarsko (SUI)                  | Björn Walter Švýcarsko (SUI)       |
| MS 2006 Grächen                                        | Stanislav Ježek Česko (CZE)    | Aleš Housa Česko (CZE)                              | Štěpán Hlaváč Česko (CZE)          |
| MS 2007 Aigen im Mühlkreis                             | David Krejčí Česko (CZE)       | Björn Walter Švýcarsko (SUI)                        | Stanislav Ježek Česko (CZE)        |
| MS 2009 Ustroň                                         | David Krejčí Česko (CZE)       | Pavel Čiháček Česko (CZE)                           | Gerfried Seeber Rakousko (AUT)     |
| MS 2010 Kirchberg in Tirol                             | Markus Moser Rakousko (AUT)    | Björn Walter Švýcarsko (SUI)                        | David Krejčí Česko (CZE)           |
| MS 2011 Nauders                                        | David Krejčí Česko (CZE)       | Björn Walter Švýcarsko (SUI)                        | Urs Tschümperlin Švýcarsko (SUI)   |
| MS 2012 Deštné v Orlických horách a Aigen im Mühlkreis | Pavel Čiháček Česko (CZE)      | David Krejčí Česko (CZE)                            | Christian Ablinger Rakousko (AUT)  |
| MS 2013 Bad Hofgastein                                 | Pavel Čiháček Česko (CZE)      | Gerhard Hauer Rakousko (AUT)                        | Martin Gutjahr Rakousko (AUT)      |
| MS 2014 Spital am Semmering                            | Aleš Housa Česko (CZE)         | Pavel Čiháček Česko (CZE)                           | Martin Gutjahr Rakousko (AUT)      |
| MS 2016 Deštné v Orlických horách                      | David Krejčí Česko (CZE)       | Pavel Čiháček Česko (CZE)                           | Joachim Knauß Rakousko (AUT)       |
| MS 2017 Grächen                                        | Pavel Čiháček Česko (CZE)      | Gerhard Hauer Rakousko (AUT) Aleš Housa Česko (CZE) | medaile neudělena                  |
| MS 2018 Lenggries                                      | Pavel Čiháček Česko (CZE)      | Roland Wlezcek Rakousko (AUT)                       | Markus Achleitner Rakousko (AUT)   |
| MS 2019 Nassfeld                                       | Pavel Čiháček Česko (CZE)      | Joachim Knauß Rakousko (AUT)                        | Björn Walter Švýcarsko (SUI)       |
| MS 2022 Stuhleck                                       | Joachim Knauß Rakousko (AUT)   | Pavel Čiháček Česko (CZE)                           | Markus Achleitner Rakousko (AUT)   |
| MS 2023 Grächen                                        | Joachim Knauß Rakousko (AUT)   | Franz Tschümperlin Švýcarsko (SUI)                  | Pavel Čiháček Česko (CZE)          |
| MS 2025 Lenggries                                      | Joachim Knauß Rakousko (AUT)   | Leonhard Wegmayr Rakousko (AUT)                     | Pavel Čiháček Česko (CZE)          |

### Obří slalom (muži)
| Rok                                                    | Zlato                                   | Stříbro                               | Bronz                                 |
| ------------------------------------------------------ | --------------------------------------- | ------------------------------------- | ------------------------------------- |
| MS 1967 Bad Hofgastein                                 | Silvio Schauberger Rakousko (AUT)       | Willi Brenter Rakousko (AUT)          | Erich Brenter Rakousko (AUT)          |
| MS 1969 Crans-Montana                                  | Pierre-Joseph Bonvin Švýcarsko (SUI)    | Josef Pitzer Rakousko (AUT)           | Michel Bonvin Švýcarsko (SUI)         |
| MS 1971 Reno                                           | Josef Estner Západní Německo (FRG)      | Gerhard Planitzer Rakousko (AUT)      | Silvio Schauberger Rakousko (AUT)     |
| MS 1973 Garmisch-Partenkirchen                         | Alois Fischbauer Rakousko (AUT)         | Martin Albrecht Švýcarsko (SUI)       | Silvio Schauberger Rakousko (AUT)     |
| MS 1975 Val-d'Isère                                    | Josef Estner Západní Německo (FRG)      | Alois Fischbauer Rakousko (AUT)       | Martin Albrecht Švýcarsko (SUI)       |
| MS 1977 Bischofswiesen a Schladming                    | Alexander Irausek Rakousko (AUT)        | Max Reindl Západní Německo (FRG)      | Erich Goriup Rakousko (AUT)           |
| MS 1979 Lenzerheide                                    | Robert Mühlberger Západní Německo (FRG) | Robert Casty Švýcarsko (SUI)          | Alexander Irausek Rakousko (AUT)      |
| MS 1981 Lungötz                                        | Wolfgang Reiser Západní Německo (FRG)   | Anton Feistl Rakousko (AUT)           | Hans Irausek Rakousko (AUT)           |
| MS 1983 Innerkrems                                     | Hans Irausek Rakousko (AUT)             | Walter Kroneisl Rakousko (AUT)        | Ernst Klaubauf Rakousko (AUT)         |
| MS 1985 Sterzing                                       | Wendel Tschümperlin Švýcarsko (SUI)     | Richard Nowak Západní Německo (FRG)   | Felix Breitenmoser Švýcarsko (SUI)    |
| MS 1987 Grächen                                        | Roman Ehl Československo (TCH)          | Alexander Kainz Západní Německo (FRG) | Jaroslav Rijaček Československo (TCH) |
| MS 1988 Dorfgastein                                    | Willi Dimmer Rakousko (AUT)             | Walter Kroneisl Rakousko (AUT)        | Peter Eschlböck Rakousko (AUT)        |
| MS 1989 Oberammergau                                   | Walter Kroneisl Rakousko (AUT)          | Markus Moser Rakousko (AUT)           | Michael Hossek Rakousko (AUT)         |
| MS 1990 Seefeld in Tirol                               | Markus Moser Rakousko (AUT)             | Walter Kroneisl Rakousko (AUT)        | Roman Ehl Československo (TCH)        |
| MS 1991 Davos                                          | Michael Hossek Rakousko (AUT)           | Dieter Lerchster Rakousko (AUT)       | Peter Eschlböck Rakousko (AUT)        |
| MS 1992 Zell am See                                    | Markus Moser Rakousko (AUT)             | Roman Ehl Československo (TCH)        | Gerfried Seeber Rakousko (AUT)        |
| MS 1993 Špindlerův Mlýn                                | Markus Moser Rakousko (AUT)             | Roman Ehl Československo (TCH)        | Dieter Lerchster Rakousko (AUT)       |
| MS 1994 Adelboden                                      | Dieter Lerchster Rakousko (AUT)         | Peter Eschlböck Rakousko (AUT)        | Michael Hossek Rakousko (AUT)         |
| MS 1995 Mals                                           | Štěpán Hlaváč Česko (CZE)               | Siegfried Eschlböck Rakousko (AUT)    | Josef Pohl Česko (CZE)                |
| MS 1996 Villach                                        | Dušan Kudrnovský Česko (CZE)            | Pavel Hlaváč Česko (CZE)              | Siegfried Eschlböck Rakousko (AUT)    |
| MS 1997 Balderschwang                                  | Štěpán Hlaváč Česko (CZE)               | Markus Moser Rakousko (AUT)           | Dušan Kudrnovský Česko (CZE)          |
| MS 1998 Neukirchen am Großvenediger                    | Björn Walter Švýcarsko (SUI)            | Dušan Kudrnovský Česko (CZE)          | Peter Eschlböck Rakousko (AUT)        |
| MS 1999 Adelboden                                      | Štěpán Hlaváč Česko (CZE)               | Markus Moser Rakousko (AUT)           | Franz Tschümperlin Švýcarsko (SUI)    |
| MS 2000 St. Johann im Pongau                           | Markus Moser Rakousko (AUT)             | Björn Walter Švýcarsko (SUI)          | Pavel Hlaváč Česko (CZE)              |
| MS 2001 Bischofswiesen                                 | Dušan Kudrnovský Česko (CZE)            | Stanislav Ježek Česko (CZE)           | Björn Walter Švýcarsko (SUI)          |
| MS 2002 Špindlerův Mlýn                                | Markus Moser Rakousko (AUT)             | Björn Walter Švýcarsko (SUI)          | Štěpán Hlaváč Česko (CZE)             |
| MS 2003 Visla                                          | Björn Walter Švýcarsko (SUI)            | Stanislav Ježek Česko (CZE)           | Markus Moser Rakousko (AUT)           |
| MS 2004 Gosau                                          | Markus Moser Rakousko (AUT)             | Štěpán Hlaváč Česko (CZE)             | David Krejčí Česko (CZE)              |
| MS 2006 Grächen                                        | Stanislav Ježek Česko (CZE)             | David Krejčí Česko (CZE)              | Aleš Housa Česko (CZE)                |
| MS 2007 Aigen im Mühlkreis                             | David Krejčí Česko (CZE)                | Björn Walter Švýcarsko (SUI)          | Štěpán Hlaváč Česko (CZE)             |
| MS 2009 Ustroň                                         | David Krejčí Česko (CZE)                | Pavel Čiháček Česko (CZE)             | Christian Ablinger Rakousko (AUT)     |
| MS 2010 Kirchberg in Tirol                             | Markus Moser Rakousko (AUT)             | Gerhard Hauer Rakousko (AUT)          | David Krejčí Česko (CZE)              |
| MS 2011 Nauders                                        | Gerhard Hauer Rakousko (AUT)            | Markus Moser Rakousko (AUT)           | Tomáš Maťátko Česko (CZE)             |
| MS 2012 Deštné v Orlických horách a Aigen im Mühlkreis | Pavel Čiháček Česko (CZE)               | Dušan Kudrnovský Česko (CZE)          | Gerhard Hauer Rakousko (AUT)          |
| MS 2013 Bad Hofgastein                                 | Pavel Čiháček Česko (CZE)               | Markus Moser Rakousko (AUT)           | Markus Achleitner Rakousko (AUT)      |
| MS 2014 Spital am Semmering                            | Gerhard Hauer Rakousko (AUT)            | Aleš Housa Česko (CZE)                | Christian Ablinger Rakousko (AUT)     |
| MS 2016 Deštné v Orlických horách                      | Pavel Čiháček Česko (CZE)               | Gerfried Seeber Rakousko (AUT)        | Aleš Housa Česko (CZE)                |
| MS 2017 Grächen                                        | Pavel Čiháček Česko (CZE)               | Gerhard Hauer Rakousko (AUT)          | Franz Tschümperlin Švýcarsko (SUI)    |
| MS 2018 Lenggries                                      | Pavel Čiháček Česko (CZE)               | Aleš Housa Česko (CZE)                | Roland Wlezcek Rakousko (AUT)         |
| MS 2019 Nassfeld                                       | Pavel Čiháček Česko (CZE)               | Joachim Knauß Rakousko (AUT)          | Gerfried Seeber Rakousko (AUT)        |
| MS 2022 Stuhleck                                       | Joachim Knauß Rakousko (AUT)            | Pavel Čiháček Česko (CZE)             | Björn Walter Švýcarsko (SUI)          |
| MS 2023 Grächen                                        | Pavel Čiháček Česko (CZE)               | Joachim Knauß Rakousko (AUT)          | Markus Achleitner Rakousko (AUT)      |
| MS 2025 Lenggries                                      | Joachim Knauß Rakousko (AUT)            | Pavel Čiháček Česko (CZE)             | Markus Achleitner Rakousko (AUT)      |

### Slalom (muži)
| Rok                                                    | Zlato                                             | Stříbro                              | Bronz                                |
| ------------------------------------------------------ | ------------------------------------------------- | ------------------------------------ | ------------------------------------ |
| MS 1979 Lenzerheide                                    | Robert Mühlberger Západní Německo (FRG)           | Alexander Irausek Rakousko (AUT)     | Walter Kroneisl Rakousko (AUT)       |
| MS 1981 Lungötz                                        | Robert Mühlberger Západní Německo (FRG)           | Lorenz Müller Švýcarsko (SUI)        | Anton Feistl Rakousko (AUT)          |
| MS 1983 Innerkrems                                     | Walter Kroneisl Rakousko (AUT)                    | Hans Irausek Rakousko (AUT)          | Anton Feistl Rakousko (AUT)          |
| MS 1985 Sterzing                                       | Othmar Hofmann Rakousko (AUT)                     | Thomas Klinsky Československo (TCH)  | Michael Hefter Západní Německo (FRG) |
| MS 1987 Grächen                                        | Gerhard Wolf Rakousko (AUT)                       | Willi Dimmer Rakousko (AUT)          | Othmar Hofmann Rakousko (AUT)        |
| MS 1988 Dorfgastein                                    | Markus Moser Rakousko (AUT)                       | Richard Nowak Západní Německo (FRG)  | Roman Ehl Československo (TCH)       |
| MS 1989 Oberammergau                                   | Alexander Kainz Západní Německo (FRG)             | Michael Hefter Západní Německo (FRG) | Thomas Klinsky Československo (TCH)  |
| MS 1990 Seefeld in Tirol                               | Markus Moser Rakousko (AUT)                       | Michael Hossek Rakousko (AUT)        | Klaus Klaffenböck Rakousko (AUT)     |
| MS 1991 Davos                                          | Roman Ehl Československo (TCH)                    | Markus Moser Rakousko (AUT)          | Dieter Lerchster Rakousko (AUT)      |
| MS 1992 Zell am See                                    | Markus Moser Rakousko (AUT)                       | Gerfried Seeber Rakousko (AUT)       | Dieter Lerchster Rakousko (AUT)      |
| MS 1993 Špindlerův Mlýn                                | Dieter Lerchster Rakousko (AUT)                   | Markus Moser Rakousko (AUT)          | Gerhard Wolf Rakousko (AUT)          |
| MS 1994 Adelboden                                      | Gerhard Wolf Rakousko (AUT)                       | Luboš Kodytek Česko (CZE)            | Dieter Lerchster Rakousko (AUT)      |
| MS 1995 Mals                                           | Pavel Hlaváč Česko (CZE)                          | Josef Pohl Česko (CZE)               | Dieter Lerchster Rakousko (AUT)      |
| MS 1996 Villach                                        | Markus Moser Rakousko (AUT)                       | Luboš Kodytek Česko (CZE)            | Dušan Kudrnovský Česko (CZE)         |
| MS 1997 Balderschwang                                  | Markus Moser Rakousko (AUT)                       | Dieter Lerchster Rakousko (AUT)      | Dušan Kudrnovský Česko (CZE)         |
| MS 1998 Neukirchen am Großvenediger                    | Dieter Lerchster Rakousko (AUT)                   | Dušan Kudrnovský Česko (CZE)         | Josef Pohl Česko (CZE)               |
| MS 1999 Adelboden                                      | Dušan Kudrnovský Česko (CZE)                      | Josef Pohl Česko (CZE)               | Pavel Hlaváč Česko (CZE)             |
| MS 2000 St. Johann im Pongau                           | Josef Pohl Česko (CZE)                            | Dušan Kudrnovský Česko (CZE)         | David Hafner Česko (CZE)             |
| MS 2001 Bischofswiesen                                 | Dušan Kudrnovský Česko (CZE)                      | Christian Ablinger Rakousko (AUT)    | Štěpán Hlaváč Česko (CZE)            |
| MS 2002 Špindlerův Mlýn                                | Markus Moser Rakousko (AUT)                       | Stanislav Ježek Česko (CZE)          | Dušan Kudrnovský Česko (CZE)         |
| MS 2003 Visla                                          | Markus Moser Rakousko (AUT)                       | Stanislav Ježek Česko (CZE)          | Christian Ablinger Rakousko (AUT)    |
| MS 2004 Gosau                                          | Markus Moser Rakousko (AUT)                       | David Krejčí Česko (CZE)             | Aleš Housa Česko (CZE)               |
| MS 2006 Grächen                                        | David Krejčí Česko (CZE)                          | Markus Moser Rakousko (AUT)          | Stanislav Ježek Česko (CZE)          |
| MS 2007 Aigen im Mühlkreis                             | Markus Moser Rakousko (AUT)                       | Stanislav Ježek Česko (CZE)          | David Krejčí Česko (CZE)             |
| MS 2009 Ustroň                                         | David Krejčí Česko (CZE)                          | Aleš Houser Česko (CZE)              | Aleš Housa Česko (CZE)               |
| MS 2010 Kirchberg in Tirol                             | Markus Moser Rakousko (AUT)                       | David Krejčí Česko (CZE)             | Gerhard Hauer Rakousko (AUT)         |
| MS 2011 Nauders                                        | Markus Moser Rakousko (AUT)                       | Gerhard Hauer Rakousko (AUT)         | Christian Ablinger Rakousko (AUT)    |
| MS 2012 Deštné v Orlických horách a Aigen im Mühlkreis | Gerhard Hauer Rakousko (AUT)                      | Pavel Čiháček Česko (CZE)            | Christian Ablinger Rakousko (AUT)    |
| MS 2013 Bad Hofgastein                                 | Gerhard Hauer Rakousko (AUT)                      | Markus Moser Rakousko (AUT)          | Pavel Čiháček Česko (CZE)            |
| MS 2014 Spital am Semmering                            | Gerhard Hauer Rakousko (AUT)                      | Christian Ablinger Rakousko (AUT)    | Pavel Čiháček Česko (CZE)            |
| MS 2016 Deštné v Orlických horách                      | Pavel Hlaváč Česko (CZE) David Krejčí Česko (CZE) | medaile neudělena                    | Aleš Housa Česko (CZE)               |
| MS 2017 Grächen                                        | Pavel Čiháček Česko (CZE)                         | Gerhard Hauer Rakousko (AUT)         | Martin Gutjahr Rakousko (AUT)        |
| MS 2018 Lenggries                                      | Pavel Čiháček Česko (CZE)                         | Aleš Housa Česko (CZE)               | Markus Achleitner Rakousko (AUT)     |
| MS 2019 Nassfeld                                       | Pavel Čiháček Česko (CZE)                         | Björn Walter Švýcarsko (SUI)         | Markus Achleitner Rakousko (AUT)     |
| MS 2022 Stuhleck                                       | Pavel Čiháček Česko (CZE)                         | Leonhard Wegmayr Rakousko (AUT)      | Pavel Hlaváč Česko (CZE)             |
| MS 2023 Grächen                                        | Joachim Knauß Rakousko (AUT)                      | Pavel Čiháček Česko (CZE)            | Markus Achleitner Rakousko (AUT)     |
| MS 2025 Lenggries                                      | Pavel Čiháček Česko (CZE)                         | Joachim Knauß Rakousko (AUT)         | Markus Achleitner Rakousko (AUT)     |

### Kombinace (muži)
| Rok                                                    | Zlato                                   | Stříbro                               | Bronz                                 |
| ------------------------------------------------------ | --------------------------------------- | ------------------------------------- | ------------------------------------- |
| MS 1967 Bad Hofgastein                                 | Silvio Schauberger Rakousko (AUT)       | Willi Brenter Rakousko (AUT)          | Erich Brenter Rakousko (AUT)          |
| MS 1969 Crans-Montana                                  | Pierre-Joseph Bonvin Švýcarsko (SUI)    | Josef Pitzer Rakousko (AUT)           | Michel Bonvin Švýcarsko (SUI)         |
| MS 1971 Reno                                           | Josef Estner Západní Německo (FRG)      | Silvio Schauberger Rakousko (AUT)     | Gerhard Planitzer Rakousko (AUT)      |
| MS 1973 Garmisch-Partenkirchen                         | Alois Fischbauer Rakousko (AUT)         | Gerold Moser Rakousko (AUT)           | Silvio Schauberger Rakousko (AUT)     |
| MS 1975 Val-d'Isère                                    | Alois Fischbauer Rakousko (AUT)         | Martin Albrecht Švýcarsko (SUI)       | Josef Estner Západní Německo (FRG)    |
| MS 1977 Bischofswiesen a Schladming                    | Alexander Irausek Rakousko (AUT)        | Martin Albrecht Švýcarsko (SUI)       | Erich Goriup Rakousko (AUT)           |
| MS 1979 Lenzerheide                                    | Robert Mühlberger Západní Německo (FRG) | Alexander Irausek Rakousko (AUT)      | Robert Casty Švýcarsko (SUI)          |
| MS 1981 Lungötz                                        | Robert Mühlberger Západní Německo (FRG) | Hans Irausek Rakousko (AUT)           | Anton Feistl Rakousko (AUT)           |
| MS 1983 Innerkrems                                     | Hans Irausek Rakousko (AUT)             | Walter Kroneisl Rakousko (AUT)        | Ernst Klaubauf Rakousko (AUT)         |
| MS 1985 Sterzing                                       | Max Reindl Západní Německo (FRG)        | Wendel Tschümperlin Švýcarsko (SUI)   | Othmar Hofmann Rakousko (AUT)         |
| MS 1987 Grächen                                        | Dieter Lerchster Rakousko (AUT)         | Alexander Kainz Západní Německo (FRG) | Jaroslav Rijaček Československo (TCH) |
| MS 1988 Dorfgastein                                    | Walter Kroneisl Rakousko (AUT)          | Willi Dimmer Rakousko (AUT)           | Markus Moser Rakousko (AUT)           |
| MS 1989 Oberammergau                                   | Walter Kroneisl Rakousko (AUT)          | Michael Hossek Rakousko (AUT)         | Thomas Klinsky Československo (TCH)   |
| MS 1990 Seefeld in Tirol                               | Walter Kroneisl Rakousko (AUT)          | Dieter Lerchster Rakousko (AUT)       | ?                                     |
| MS 1991 Davos                                          | Michael Hossek Rakousko (AUT)           | Dieter Lerchster Rakousko (AUT)       | Peter Eschlböck Rakousko (AUT)        |
| MS 1992 Zell am See                                    | Markus Moser Rakousko (AUT)             | Gerfried Seeber Rakousko (AUT)        | Dieter Lerchster Rakousko (AUT)       |
| MS 1993 Špindlerův Mlýn                                | Markus Moser Rakousko (AUT)             | Dieter Lerchster Rakousko (AUT)       | Michael Hossek Rakousko (AUT)         |
| MS 1994 Adelboden                                      | Dieter Lerchster Rakousko (AUT)         | Luboš Kodytek Česko (CZE)             | Michael Hossek Rakousko (AUT)         |
| MS 1995 Mals                                           | Josef Pohl Česko (CZE)                  | Pavel Hlaváč Česko (CZE)              | Štěpán Hlaváč Česko (CZE)             |
| MS 1996 Villach                                        | Markus Moser Rakousko (AUT)             | Dušan Kudrnovský Česko (CZE)          | Josef Pohl Česko (CZE)                |
| MS 1997 Balderschwang                                  | Markus Moser Rakousko (AUT)             | Štěpán Hlaváč Česko (CZE)             | Dušan Kudrnovský Česko (CZE)          |
| MS 1998 Neukirchen am Großvenediger                    | Dušan Kudrnovský Česko (CZE)            | Štěpán Hlaváč Česko (CZE)             | Josef Pohl Česko (CZE)                |
| MS 1999 Adelboden                                      | Josef Pohl Česko (CZE)                  | Štěpán Hlaváč Česko (CZE)             | Pavel Hlaváč Česko (CZE)              |
| MS 2000 St. Johann im Pongau                           | Dušan Kudrnovský Česko (CZE)            | Josef Pohl Česko (CZE)                | Štěpán Hlaváč Česko (CZE)             |
| MS 2001 Bischofswiesen                                 | Dušan Kudrnovský Česko (CZE)            | Markus Moser Rakousko (AUT)           | Christian Ablinger Rakousko (AUT)     |
| MS 2002 Špindlerův Mlýn                                | Dušan Kudrnovský Česko (CZE)            | Stanislav Ježek Česko (CZE)           | Štěpán Hlaváč Česko (CZE)             |
| MS 2003 Visla                                          | Markus Moser Rakousko (AUT)             | Stanislav Ježek Česko (CZE)           | David Krejčí Česko (CZE)              |
| MS 2004 Gosau                                          | Markus Moser Rakousko (AUT)             | David Krejčí Česko (CZE)              | Stanislav Ježek Česko (CZE)           |
| MS 2006 Grächen                                        | David Krejčí Česko (CZE)                | Markus Moser Rakousko (AUT)           | Stanislav Ježek Česko (CZE)           |
| MS 2007 Aigen im Mühlkreis                             | Markus Moser Rakousko (AUT)             | David Krejčí Česko (CZE)              | Stanislav Ježek Česko (CZE)           |
| MS 2009 Ustroň                                         | David Krejčí Česko (CZE)                | Aleš Housa Česko (CZE)                | Pavel Čiháček Česko (CZE)             |
| MS 2010 Kirchberg in Tirol                             | Markus Moser Rakousko (AUT)             | David Krejčí Česko (CZE)              | Gerhard Hauer Rakousko (AUT)          |
| MS 2011 Nauders                                        | Markus Moser Rakousko (AUT)             | Gerhard Hauer Rakousko (AUT)          | Tomáš Maťátko Česko (CZE)             |
| MS 2012 Deštné v Orlických horách a Aigen im Mühlkreis | Pavel Čiháček Česko (CZE)               | Gerhard Hauer Rakousko (AUT)          | Christian Ablinger Rakousko (AUT)     |
| MS 2013 Bad Hofgastein                                 | Pavel Čiháček Česko (CZE)               | Gerhard Hauer Rakousko (AUT)          | Martin Gutjahr Rakousko (AUT)         |
| MS 2014 Spital am Semmering                            | Gerhard Hauer Rakousko (AUT)            | Aleš Housa Česko (CZE)                | Markus Achleitner Rakousko (AUT)      |
| MS 2016 Deštné v Orlických horách                      | Aleš Housa Česko (CZE)                  | Pavel Hlaváč Česko (CZE)              | Joachim Knauß Rakousko (AUT)          |
| MS 2017 Grächen                                        | Pavel Čiháček Česko (CZE)               | Gerhard Hauer Rakousko (AUT)          | Aleš Housa Česko (CZE)                |
| MS 2018 Lenggries                                      | Pavel Čiháček Česko (CZE)               | Aleš Housa Česko (CZE)                | Markus Achleitner Rakousko (AUT)      |
| MS 2019 Nassfeld                                       | Pavel Čiháček Česko (CZE)               | Björn Walter Švýcarsko (SUI)          | Markus Achleitner Rakousko (AUT)      |
| MS 2022 Stuhleck                                       | Pavel Čiháček Česko (CZE)               | Markus Achleitner Rakousko (AUT)      | Pavel Hlaváč Česko (CZE)              |
| MS 2023 Grächen                                        | Pavel Čiháček Česko (CZE)               | Joachim Knauß Rakousko (AUT)          | Markus Achleitner Rakousko (AUT)      |
| MS 2025 Lenggries                                      | Joachim Knauß Rakousko (AUT)            | Pavel Čiháček Česko (CZE)             | Markus Achleitner Rakousko (AUT)      |

## Ženy

### Sjezd (ženy)
| Rok                                 | Zlato                                      | Stříbro                                     | Bronz                                      |
| ----------------------------------- | ------------------------------------------ | ------------------------------------------- | ------------------------------------------ |
| MS 1967 Bad Hofgastein              | Gerhild Schiffkornová Rakousko (AUT)       | Theresia Stemmerová Západní Německo (FRG)   | Uschi Stollová Rakousko (AUT)              |
| MS 1969 Crans-Montana               | Gerhild Schiffkornová Rakousko (AUT)       | Anita Zeilerová Rakousko (AUT)              | Grete Hoisová Rakousko (AUT)               |
| MS 1971 Reno                        | Anita Zeilerová Rakousko (AUT)             | Traudl Wiedemannová Západní Německo (FRG)   | Gerhild Schiffkornová Rakousko (AUT)       |
| MS 1973 Garmisch-Partenkirchen      | Gertrude Gebertová Rakousko (AUT)          | Gerhild Schiffkornová Rakousko (AUT)        | Grete Hoisová Rakousko (AUT)               |
| MS 1975 Val-d'Isère                 | Gudrun Müllerová Západní Německo (FRG)     | Alana Hrbková Československo (TCH)          | Gertrude Gebertová Rakousko (AUT)          |
| MS 1977 Bischofswiesen a Schladming | Hannelore Giglerová Rakousko (AUT)         | Gerhild Schiffkornová Rakousko (AUT)        | Annegret Ertlerová Rakousko (AUT)          |
| MS 1979 Lenzerheide                 | Annegret Ertlerová Rakousko (AUT)          | Andrea Doblerová Rakousko (AUT)             | Hannelore Giglerová Rakousko (AUT)         |
| MS 1981 Lungötz                     | Rosalinde Lehnerová Západní Německo (FRG)  | Petra Wleczeková Rakousko (AUT)             | Monika Barthová Západní Německo (FRG)      |
| MS 1983 Innerkrems                  | Hannelore Giglerová Rakousko (AUT)         | Alana Hanousková Československo (TCH)       | Barbara Lacknerová Rakousko (AUT)          |
| MS 1985 Sterzing                    | Maria Höllerová Rakousko (AUT)             | Petra Wleczeková Rakousko (AUT)             | Manuela Geuzeová Rakousko (AUT)            |
| MS 1987 Grächen                     | Petra Wleczeková Rakousko (AUT)            | Manuela Geuzeová Rakousko (AUT)             | Manuela Winterová Rakousko (AUT)           |
| MS 1988 Dorfgastein                 | Petra Wleczeková Rakousko (AUT)            | Eva Ducháčová Československo (TCH)          | Maria Höllerová Rakousko (AUT)             |
| MS 1989 Oberammergau                | Petra Wleczeková Rakousko (AUT)            | Irena Francová Československo (TCH)         | Barbara Dimmerová Rakousko (AUT)           |
| MS 1991 Davos                       | Petra Tschachová-Wlezceková Rakousko (AUT) | Irena Francová Československo (TCH)         | Sandra Schmidová Německo (GER)             |
| MS 1992 Zell am See                 | Irena Francová Československo (TCH)        | Manuela Winterová-Holznerová Rakousko (AUT) | Soňa Jandová Československo (TCH)          |
| MS 1993 Špindlerův Mlýn             | Heidi Achleitnerová Rakousko (AUT)         | Soňa Jandová Česko (CZE)                    | Sandra Schmidová Německo (GER)             |
| MS 1994 Adelboden                   | Sandra Müllerová Německo (GER)             | Heidi Achleitnerová Rakousko (AUT)          | Soňa Jandová Česko (CZE)                   |
| MS 1996 Villach                     | Heidi Achleitnerová Rakousko (AUT)         | Jana Tmějová Česko (CZE)                    | Sandra Müllerová Německo (GER)             |
| MS 1999 Adelboden                   | Soňa Jandová Česko (CZE)                   | Alena Housová Česko (CZE)                   | Kristýna Jírová Česko (CZE)                |
| MS 2000 St. Johann im Pongau        | Heidi Achleitnerová Rakousko (AUT)         | Soňa Jandová Česko (CZE)                    | Iris Lienhardová Rakousko (AUT)            |
| MS 2001 Bischofswiesen              | Petra Mörtenhuemerová Rakousko (AUT)       | Petra Poláková Česko (CZE)                  | Petra Tschachová-Wlezceková Rakousko (AUT) |
| MS 2006 Grächen                     | Petra Mörtenhuemerová Rakousko (AUT)       | Kerstin Mayrhoferová Rakousko (AUT)         | Alena Housová Česko (CZE)                  |
| MS 2007 Aigen im Mühlkreis          | Alena Housová Česko (CZE)                  | Petra Mörtenhuemerová Rakousko (AUT)        | Petra Poláková Česko (CZE)                 |

### Super G (ženy)
| Rok                                                    | Zlato                                      | Stříbro                                                      | Bronz                                       |
| ------------------------------------------------------ | ------------------------------------------ | ------------------------------------------------------------ | ------------------------------------------- |
| MS 1989 Oberammergau                                   | Petra Wleczeková Rakousko (AUT)            | Sandra Schmidová Západní Německo (FRG)                       | Manuela Winterová Rakousko (AUT)            |
| MS 1990 Seefeld in Tirol                               | Sandra Schmidová Německo (GER)             | Petra Wleczeková Rakousko (AUT)                              | Manuela Winterová-Holznerová Rakousko (AUT) |
| MS 1991 Davos                                          | Petra Tschachová-Wlezceková Rakousko (AUT) | Irena Francová Československo (TCH)                          | Sandra Schmidová Německo (GER)              |
| MS 1992 Zell am See                                    | Irena Francová Československo (TCH)        | Petra Tschachová-Wlezceková Rakousko (AUT)                   | Manuela Winterová-Holznerová Rakousko (AUT) |
| MS 1993 Špindlerův Mlýn                                | Irena Francová Česko (CZE)                 | Soňa Jandová Česko (CZE)                                     | Heidi Achleitnerová Rakousko (AUT)          |
| MS 1994 Adelboden                                      | Irena Francová Česko (CZE)                 | Soňa Jandová Česko (CZE)                                     | Heidi Achleitnerová Rakousko (AUT)          |
| MS 1995 Mals                                           | Soňa Jandová Česko (CZE)                   | Jana Tmějová Česko (CZE)                                     | Sandra Müllerová Německo (GER)              |
| MS 1996 Villach                                        | Heidi Achleitnerová Rakousko (AUT)         | Sandra Müllerová Německo (GER)                               | Irena Francová Česko (CZE)                  |
| MS 1997 Balderschwang                                  | Irena Francová Česko (CZE)                 | Heidi Achleitnerová Rakousko (AUT) Alena Housová Česko (CZE) | medaile neudělena                           |
| MS 1998 Neukirchen am Großvenediger                    | Iris Lienhardová Rakousko (AUT)            | Irena Francová Česko (CZE)                                   | Heidi Achleitnerová Rakousko (AUT)          |
| MS 1999 Adelboden                                      | Alena Housová Česko (CZE)                  | Heidi Achleitnerová Rakousko (AUT)                           | Soňa Jandová Česko (CZE)                    |
| MS 2000 St. Johann im Pongau                           | Iris Lienhardová Rakousko (AUT)            | Heidi Achleitnerová Rakousko (AUT)                           | Soňa Jandová Česko (CZE)                    |
| MS 2001 Bischofswiesen                                 | Iris Lienhardová Rakousko (AUT)            | Petra Mörtenhuemerová Rakousko (AUT)                         | Petra Tschachová-Wlezceková Rakousko (AUT)  |
| MS 2002 Špindlerův Mlýn                                | Petra Poláková Česko (CZE)                 | Karolína Bartošová Česko (CZE) Alena Housová Česko (CZE)     | medaile neudělena                           |
| MS 2003 Visla                                          | Alena Housová Česko (CZE)                  | Kerstin Mörtenhuemerová Rakousko (AUT)                       | Petra Poláková Česko (CZE)                  |
| MS 2004 Gosau                                          | Petra Poláková Česko (CZE)                 | Alena Housová Česko (CZE)                                    | Petra Mörtenhuemerová Rakousko (AUT)        |
| MS 2006 Grächen                                        | Alena Housová Česko (CZE)                  | Petra Mörtenhuemerová Rakousko (AUT)                         | Klára Hofmanová Česko (CZE)                 |
| MS 2007 Aigen im Mühlkreis                             | Alena Housová Česko (CZE)                  | Petra Mörtenhuemerová Rakousko (AUT)                         | Lisa Zaffová Rakousko (AUT)                 |
| MS 2009 Ustroň                                         | Kerstin Mayrhoferová Rakousko (AUT)        | Petra Mörtenhuemerová Rakousko (AUT)                         | Iris Lienhardová Rakousko (AUT)             |
| MS 2010 Kirchberg in Tirol                             | Klára Hofmanová Česko (CZE)                | Kerstin Mayrhoferová Rakousko (AUT)                          | Petra Mörtenhuemerová Rakousko (AUT)        |
| MS 2011 Nauders                                        | Alena Housová Česko (CZE)                  | Klára Hofmanová Česko (CZE)                                  | Lisa Zaffová Rakousko (AUT)                 |
| MS 2012 Deštné v Orlických horách a Aigen im Mühlkreis | Kerstin Zoisterová Rakousko (AUT)          | Alena Housová Česko (CZE)                                    | Iris Lienhardová Rakousko (AUT)             |
| MS 2013 Bad Hofgastein                                 | Alena Housová Česko (CZE)                  | Klára Hofmanová Česko (CZE)                                  | Lisa Zaffová Rakousko (AUT)                 |
| MS 2014 Spital am Semmering                            | Alena Housová Česko (CZE)                  | Lisa Zaffová Rakousko (AUT)                                  | Klára Hofmanová Česko (CZE)                 |
| MS 2016 Deštné v Orlických horách                      | Claudia Hartlová Rakousko (AUT)            | Stanislava Preclíková Česko (CZE)                            | Lisa Zaffová Rakousko (AUT)                 |
| MS 2017 Grächen                                        | Claudia Hartlová Rakousko (AUT)            | Stanislava Preclíková Česko (CZE)                            | Silvia Steiningerová Německo (GER)          |
| MS 2018 Lenggries                                      | Claudia Hartlová Rakousko (AUT)            | Lisa Zaffová Rakousko (AUT)                                  | Stanislava Preclíková Česko (CZE)           |
| MS 2019 Nassfeld                                       | Aneta Havlíčková Česko (CZE)               | Lisa Zaffová Rakousko (AUT)                                  | Gabriela Jašková Česko (CZE)                |
| MS 2022 Stuhleck                                       | Aneta Havlíčková Česko (CZE)               | Kerstin Zoisterová Lucembursko (LUX)                         | Stanislava Preclíková Česko (CZE)           |
| MS 2023 Grächen                                        | Lisa Zaffová Rakousko (AUT)                | Stanislava Preclíková Česko (CZE)                            | Pia Zoisterová Rakousko (AUT)               |
| MS 2025 Lenggries                                      | Lisa Zaffová Rakousko (AUT)                | Stanislava Preclíková Česko (CZE)                            | Silvia Steiningerová Německo (GER)          |

### Obří slalom (ženy)
| Rok                                                    | Zlato                                      | Stříbro                                                            | Bronz                                       |
| ------------------------------------------------------ | ------------------------------------------ | ------------------------------------------------------------------ | ------------------------------------------- |
| MS 1967 Bad Hofgastein                                 | Gerhild Schiffkornová Rakousko (AUT)       | Elfriede Lukasová Rakousko (AUT)                                   | Rosi Reithmeiserová Západní Německo (FRG)   |
| MS 1969 Crans-Montana                                  | Grete Hoisová Rakousko (AUT)               | Gerhild Schiffkornová Rakousko (AUT)                               | Helga Schusterová Západní Německo (FRG)     |
| MS 1971 Reno                                           | Gertrude Gebertová Rakousko (AUT)          | Waltraud Jostová Rakousko (AUT)                                    | Grete Hoisová Rakousko (AUT)                |
| MS 1973 Garmisch-Partenkirchen                         | Gertrude Gebertová Rakousko (AUT)          | Grete Hoisová Rakousko (AUT)                                       | Gerhild Schiffkornová Rakousko (AUT)        |
| MS 1975 Val-d'Isère                                    | Gertrude Gebertová Rakousko (AUT)          | Alana Hrbková Československo (TCH)                                 | Annegret Ertlerová Rakousko (AUT)           |
| MS 1977 Bischofswiesen a Schladming                    | Rosalinde Lehnerová Západní Německo (FRG)  | Sonja Kehrerová Západní Německo (FRG)                              | Alana Hrbková Československo (TCH)          |
| MS 1979 Lenzerheide                                    | Andrea Doblerová Rakousko (AUT)            | Annegret Ertlerová Rakousko (AUT)                                  | Sonja Kehrerová Západní Německo (FRG)       |
| MS 1981 Lungötz                                        | Andrea Doblerová Rakousko (AUT)            | Alana Hanousková Československo (TCH)                              | Hannelore Giglerová Rakousko (AUT)          |
| MS 1983 Innerkrems                                     | Hannelore Giglerová Rakousko (AUT)         | Alana Hanousková Československo (TCH)                              | Rosalinde Lehnerová Západní Německo (FRG)   |
| MS 1985 Sterzing                                       | Maria Höllerová Rakousko (AUT)             | Petra Wleczeková Rakousko (AUT)                                    | Manuela Geuzeová Rakousko (AUT)             |
| MS 1987 Grächen                                        | Irena Francová Československo (TCH)        | Maria Höllerová Rakousko (AUT)                                     | Alexandra Marasovová Západní Německo (FRG)  |
| MS 1988 Dorfgastein                                    | Petra Wleczeková Rakousko (AUT)            | Maria Höllerová Rakousko (AUT)                                     | Manuela Winterová Rakousko (AUT)            |
| MS 1989 Oberammergau                                   | Sandra Schmidová Západní Německo (FRG)     | Petra Wleczeková Rakousko (AUT)                                    | Manuela Winterová Rakousko (AUT)            |
| MS 1990 Seefeld in Tirol                               | Petra Wleczeková Rakousko (AUT)            | Soňa Jandová Československo (TCH)                                  | Manuela Winterová-Holznerová Rakousko (AUT) |
| MS 1991 Davos                                          | Petra Tschachová-Wlezceková Rakousko (AUT) | Sandra Schmidová Německo (GER)                                     | Irena Francová Československo (TCH)         |
| MS 1992 Zell am See                                    | Irena Francová Československo (TCH)        | Soňa Jandová Československo (TCH)                                  | Petra Tschachová-Wlezceková Rakousko (AUT)  |
| MS 1993 Špindlerův Mlýn                                | Irena Francová Česko (CZE)                 | Heidi Achleitnerová Rakousko (AUT)                                 | Soňa Jandová Česko (CZE)                    |
| MS 1994 Adelboden                                      | Petra Tschachová-Wlezceková Rakousko (AUT) | Soňa Jandová Česko (CZE)                                           | Heidi Achleitnerová Rakousko (AUT)          |
| MS 1995 Mals                                           | Soňa Jandová Česko (CZE)                   | Irena Francová Česko (CZE)                                         | Sandra Müllerová Německo (GER)              |
| MS 1996 Villach                                        | Irena Francová Česko (CZE)                 | Heidi Achleitnerová Rakousko (AUT)                                 | Jana Tmějová Česko (CZE)                    |
| MS 1997 Balderschwang                                  | Irena Francová Česko (CZE)                 | Alena Housová Česko (CZE)                                          | Jana Tmějová Česko (CZE)                    |
| MS 1998 Neukirchen am Großvenediger                    | Soňa Jandová Česko (CZE)                   | Heidi Achleitnerová Rakousko (AUT)                                 | Irena Francová Česko (CZE)                  |
| MS 1999 Adelboden                                      | Heidi Achleitnerová Rakousko (AUT)         | Alena Housová Česko (CZE)                                          | Iris Lienhardová Rakousko (AUT)             |
| MS 2000 St. Johann im Pongau                           | Iris Lienhardová Rakousko (AUT)            | Alena Housová Česko (CZE)                                          | Kerstin Mayrhoferová Rakousko (AUT)         |
| MS 2001 Bischofswiesen                                 | Iris Lienhardová Rakousko (AUT)            | Petra Mörtenhuemerová Rakousko (AUT)                               | Petra Tschachová-Wlezceková Rakousko (AUT)  |
| MS 2002 Špindlerův Mlýn                                | Iris Lienhardová Rakousko (AUT)            | Petra Poláková Česko (CZE)                                         | Alena Housová Česko (CZE)                   |
| MS 2003 Visla                                          | Petra Poláková Česko (CZE)                 | Alena Housová Česko (CZE)                                          | Petra Mörtenhuemerová Rakousko (AUT)        |
| MS 2004 Gosau                                          | Alena Housová Česko (CZE)                  | Petra Poláková Česko (CZE)                                         | Petra Mörtenhuemerová Rakousko (AUT)        |
| MS 2006 Grächen                                        | Alena Housová Česko (CZE)                  | Petra Mörtenhuemerová Rakousko (AUT)                               | Kerstin Mörtenhuemer Rakousko (AUT)         |
| MS 2007 Aigen im Mühlkreis                             | Petra Mörtenhuemerová Rakousko (AUT)       | Alena Housová Česko (CZE)                                          | Petra Poláková Česko (CZE)                  |
| MS 2009 Ustroň                                         | Iris Lienhardová Rakousko (AUT)            | Petra Mörtenhuemerová Rakousko (AUT)                               | Kerstin Mayrhoferová Rakousko (AUT)         |
| MS 2010 Kirchberg in Tirol                             | Petra Mörtenhuemerová Rakousko (AUT)       | Iris Lienhardová Rakousko (AUT)                                    | Kerstin Mörtenhuemerová Rakousko (AUT)      |
| MS 2011 Nauders                                        | Alena Housová Česko (CZE)                  | Klára Hofmanová Česko (CZE)                                        | Lisa Zaffová Rakousko (AUT)                 |
| MS 2012 Deštné v Orlických horách a Aigen im Mühlkreis | Alena Housová Česko (CZE)                  | Iris Lienhardová Rakousko (AUT)                                    | Kerstin Zoisterová Rakousko (AUT)           |
| MS 2013 Bad Hofgastein                                 | Alena Housová Česko (CZE)                  | Lisa Zaffová Rakousko (AUT)                                        | Klára Hofmanová Česko (CZE)                 |
| MS 2014 Spital am Semmering                            | Lisa Zaffová Rakousko (AUT)                | Alena Housová Česko (CZE)                                          | Stanislava Preclíková Česko (CZE)           |
| MS 2016 Deštné v Orlických horách                      | Claudia Hartlová Rakousko (AUT)            | Kristýna Harnachová Česko (CZE)                                    | Silvia Steiningerová Německo (GER)          |
| MS 2017 Grächen                                        | Claudia Hartlová Rakousko (AUT)            | Stanislava Preclíková Česko (CZE)                                  | Silvia Steiningerová Německo (GER)          |
| MS 2018 Lenggries                                      | Stanislava Preclíková Česko (CZE)          | Claudia Hartlová Rakousko (AUT)                                    | Silvia Steiningerová Německo (GER)          |
| MS 2019 Nassfeld                                       | Gabriela Jašková Česko (CZE)               | Aneta Havlíčková Česko (CZE)                                       | Stanislava Preclíková Česko (CZE)           |
| MS 2022 Stuhleck                                       | Aneta Havlíčková Česko (CZE)               | Stanislava Preclíková Česko (CZE)                                  | Pia Zoisterová Rakousko (AUT)               |
| MS 2023 Grächen                                        | Stanislava Preclíková Česko (CZE)          | Iris Lienhardová Rakousko (AUT)                                    | Pia Zoisterová Rakousko (AUT)               |
| MS 2025 Lenggries                                      | Stanislava Preclíková Česko (CZE)          | Iris Lienhardová Rakousko (AUT) Silvia Steiningerová Německo (GER) | medaile neudělena                           |

### Slalom (ženy)
| Rok                                                    | Zlato                                 | Stříbro                                     | Bronz                                      |
| ------------------------------------------------------ | ------------------------------------- | ------------------------------------------- | ------------------------------------------ |
| MS 1979 Lenzerheide                                    | Sonja Kehrerová Západní Německo (FRG) | Alana Hrbková Československo (TCH)          | Hannelore Giglerová Rakousko (AUT)         |
| MS 1981 Lungötz                                        | Andrea Doblerová Rakousko (AUT)       | Alana Hanousková Československo (TCH)       | Annegret Ertlerová Rakousko (AUT)          |
| MS 1983 Innerkrems                                     | Alana Hanousková Československo (TCH) | Hannelore Giglerová Rakousko (AUT)          | Manuela Geuzeová Rakousko (AUT)            |
| MS 1985 Sterzing                                       | Hannelore Giglerová Rakousko (AUT)    | Eva Ducháčová Československo (TCH)          | Maria Höllerová Rakousko (AUT)             |
| MS 1987 Grächen                                        | Irena Francová Československo (TCH)   | Eva Ducháčová Československo (TCH)          | Manuela Winterová Rakousko (AUT)           |
| MS 1988 Dorfgastein                                    | Irena Francová Československo (TCH)   | Petra Wleczeková Rakousko (AUT)             | Manuela Winterová Rakousko (AUT)           |
| MS 1989 Oberammergau                                   | Irena Francová Československo (TCH)   | Petra Wleczeková Rakousko (AUT)             | Eva Ducháčová Československo (TCH)         |
| MS 1990 Seefeld in Tirol                               | Petra Wleczeková Rakousko (AUT)       | Eva Ducháčová Československo (TCH)          | Soňa Jandová Československo (TCH)          |
| MS 1991 Davos                                          | Irena Francová Československo (TCH)   | Petra Tschachová-Wlezceková Rakousko (AUT)  | Eva Ducháčová Československo (TCH)         |
| MS 1992 Zell am See                                    | Irena Francová Československo (TCH)   | Manuela Winterová-Holznerová Rakousko (AUT) | Soňa Jandová Československo (TCH)          |
| MS 1993 Špindlerův Mlýn                                | Irena Francová Česko (CZE)            | Soňa Jandová Česko (CZE)                    | Petra Tschachová-Wlezceková Rakousko (AUT) |
| MS 1994 Adelboden                                      | Heidi Achleitnerová Rakousko (AUT)    | Nicole Bürknerová Rakousko (AUT)            | Sandra Müllerová Německo (GER)             |
| MS 1995 Mals                                           | Irena Francová Česko (CZE)            | Soňa Jandová Česko (CZE)                    | Petra Tschachová-Wlezceková Rakousko (AUT) |
| MS 1996 Villach                                        | Irena Francová Česko (CZE)            | Alena Housová Česko (CZE)                   | Urzula Bydlinska Polsko (POL)              |
| MS 1997 Balderschwang                                  | Irena Francová Česko (CZE)            | Jana Tmějová Česko (CZE)                    | Iris Lienhardová Rakousko (AUT)            |
| MS 1998 Neukirchen am Großvenediger                    | Irena Francová Česko (CZE)            | Iris Lienhardová Rakousko (AUT)             | Alena Housová Česko (CZE)                  |
| MS 1999 Adelboden                                      | Heidi Achleitnerová Rakousko (AUT)    | Iris Lienhardová Rakousko (AUT)             | Kerstin Mayrhoferová Rakousko (AUT)        |
| MS 2000 St. Johann im Pongau                           | Alena Housová Česko (CZE)             | Heidi Achleitnerová Rakousko (AUT)          | Soňa Jandová Česko (CZE)                   |
| MS 2001 Bischofswiesen                                 | Kristýna Jírová Česko (CZE)           | Petra Poláková Česko (CZE)                  | Iris Lienhardová Rakousko (AUT)            |
| MS 2002 Špindlerův Mlýn                                | Alena Housová Česko (CZE)             | Iris Lienhardová Rakousko (AUT)             | Petra Poláková Česko (CZE)                 |
| MS 2003 Visla                                          | Alena Housová Česko (CZE)             | Petra Poláková Česko (CZE)                  | Karolína Bartošová Česko (CZE)             |
| MS 2004 Gosau                                          | Alena Housová Česko (CZE)             | Karolína Bartošová Česko (CZE)              | Klára Hofmanová Česko (CZE)                |
| MS 2006 Grächen                                        | Alena Housová Česko (CZE)             | Kerstin Mayrhofer Rakousko (AUT)            | Petra Poláková Česko (CZE)                 |
| MS 2007 Aigen im Mühlkreis                             | Petra Mörtenhuemerová Rakousko (AUT)  | Alena Housová Česko (CZE)                   | Petra Poláková Česko (CZE)                 |
| MS 2009 Ustroň                                         | Petra Mörtenhuemerová Rakousko (AUT)  | Iris Lienhardová Rakousko (AUT)             | Alena Housová Česko (CZE)                  |
| MS 2010 Kirchberg in Tirol                             | Iris Lienhardová Rakousko (AUT)       | Petra Mörtenhuemerová Rakousko (AUT)        | Kerstin Mayrhoferová Rakousko (AUT)        |
| MS 2011 Nauders                                        | Iris Lienhardová Rakousko (AUT)       | Alena Housová Česko (CZE)                   | Klára Hofmanová Česko (CZE)                |
| MS 2012 Deštné v Orlických horách a Aigen im Mühlkreis | Alena Housová Česko (CZE)             | Iris Lienhardová Rakousko (AUT)             | Kerstin Zoisterová Rakousko (AUT)          |
| MS 2013 Bad Hofgastein                                 | Alena Housová Česko (CZE)             | Iris Lienhardová Rakousko (AUT)             | Klára Hofmanová Česko (CZE)                |
| MS 2014 Spital am Semmering                            | Alena Housová Česko (CZE)             | Lisa Zaffová Rakousko (AUT)                 | Stanislava Preclíková Česko (CZE)          |
| MS 2016 Deštné v Orlických horách                      | Stanislava Preclíková Česko (CZE)     | Claudia Hartlová Rakousko (AUT)             | Silvia Steiningerová Německo (GER)         |
| MS 2017 Grächen                                        | Silvia Steiningerová Německo (GER)    | Claudia Hartlová Rakousko (AUT)             | Stanislava Preclíková Česko (CZE)          |
| MS 2018 Lenggries                                      | Stanislava Preclíková Česko (CZE)     | Silvia Steiningerová Německo (GER)          | Claudia Hartlová Rakousko (AUT)            |
| MS 2019 Nassfeld                                       | Stanislava Preclíková Česko (CZE)     | Aneta Havlíčková Česko (CZE)                | Lisa Zaffová Rakousko (AUT)                |
| MS 2022 Stuhleck                                       | Stanislava Preclíková Česko (CZE)     | Pia Zoisterová Rakousko (AUT)               | Kerstin Zoisterová Lucembursko (LUX)       |
| MS 2023 Grächen                                        | Stanislava Preclíková Česko (CZE)     | Iris Lienhardová Rakousko (AUT)             | Silvia Steiningerová Německo (GER)         |
| MS 2025 Lenggries                                      | Marie Anna Husková Česko (CZE)        | Stanislava Preclíková Česko (CZE)           | Iris Lienhardová Rakousko (AUT)            |

### Kombinace (ženy)
| Rok                                                    | Zlato                                      | Stříbro                                     | Bronz                                     |
| ------------------------------------------------------ | ------------------------------------------ | ------------------------------------------- | ----------------------------------------- |
| MS 1967 Bad Hofgastein                                 | Gerhild Schiffkornová Rakousko (AUT)       | Rosi Reithmeiserová Západní Německo (FRG)   | Theresia Stemmerová Západní Německo (FRG) |
| MS 1969 Crans-Montana                                  | Gerhild Schiffkornová Rakousko (AUT)       | Grete Hoisová Rakousko (AUT)                | Helga Schusterová Západní Německo (FRG)   |
| MS 1971 Reno                                           | Gertrude Gebertová Rakousko (AUT)          | Waltraud Jostová Rakousko (AUT)             | Grete Hoisová Rakousko (AUT)              |
| MS 1973 Garmisch-Partenkirchen                         | Gertrude Gebertová Rakousko (AUT)          | Grete Hoisová Rakousko (AUT)                | Gerhild Schiffkornová Rakousko (AUT)      |
| MS 1975 Val-d'Isère                                    | Gertrude Gebertová Rakousko (AUT)          | Alana Hrbková Československo (TCH)          | Annegret Ertlerová Rakousko (AUT)         |
| MS 1977 Bischofswiesen a Schladming                    | Rosalinde Lehnerová Západní Německo (FRG)  | Hannelore Giglerová Rakousko (AUT)          | Gerhild Schiffkornová Rakousko (AUT)      |
| MS 1979 Lenzerheide                                    | Andrea Doblerová Rakousko (AUT)            | Annegret Ertlerová Rakousko (AUT)           | Hannelore Giglerová Rakousko (AUT)        |
| MS 1981 Lungötz                                        | Alana Hanousková Československo (TCH)      | Rosalinde Lehnerová Západní Německo (FRG)   | Andrea Doblerová Rakousko (AUT)           |
| MS 1983 Innerkrems                                     | Hannelore Giglerová Rakousko (AUT)         | Alana Hanousková Československo (TCH)       | Barbara Lacknerová Rakousko (AUT)         |
| MS 1985 Sterzing                                       | Maria Höllerová Rakousko (AUT)             | Hannelore Giglerová Rakousko (AUT)          | Helena Hergertová Západní Německo (FRG)   |
| MS 1987 Grächen                                        | Manuela Winterová Rakousko (AUT)           | Maria Höllerová Rakousko (AUT)              | Karina Maloková-Marasovová Polsko (POL)   |
| MS 1988 Dorfgastein                                    | Petra Wleczeková Rakousko (AUT)            | Manuela Winterová Rakousko (AUT)            | Maria Höllerová Rakousko (AUT)            |
| MS 1989 Oberammergau                                   | Petra Wleczeková Rakousko (AUT)            | Sandra Schmidová Západní Německo (FRG)      | Manuela Winterová Rakousko (AUT)          |
| MS 1990 Seefeld in Tirol                               | Petra Wleczeková Rakousko (AUT)            | Manuela Winterová-Holznerová Rakousko (AUT) | Alexandra Marasovová Německo (GER)        |
| MS 1991 Davos                                          | Petra Tschachová-Wlezceková Rakousko (AUT) | Sandra Schmidová Německo (GER)              | Irena Francová Československo (TCH)       |
| MS 1992 Zell am See                                    | Irena Francová Československo (TCH)        | Manuela Winterová-Holznerová Rakousko (AUT) | Heidi Achleitnerová Rakousko (AUT)        |
| MS 1993 Špindlerův Mlýn                                | Irena Francová Česko (CZE)                 | Soňa Jandová Česko (CZE)                    | Heidi Achleitnerová Rakousko (AUT)        |
| MS 1994 Adelboden                                      | Heidi Achleitnerová Rakousko (AUT)         | Nicole Bürknerová Rakousko (AUT)            | Sandra Müllerová Německo (GER)            |
| MS 1995 Mals                                           | Soňa Jandová Česko (CZE)                   | Irena Francová Česko (CZE)                  | Jana Tmějová Česko (CZE)                  |
| MS 1996 Villach                                        | Irena Francová Česko (CZE)                 | Alena Housová Česko (CZE)                   | Kristýna Jírová Česko (CZE)               |
| MS 1997 Balderschwang                                  | Irena Francová Česko (CZE)                 | Jana Tmějová Česko (CZE)                    | Heidi Achleitnerová Rakousko (AUT)        |
| MS 1998 Neukirchen am Großvenediger                    | Irena Francová Česko (CZE)                 | Iris Lienhardová Rakousko (AUT)             | Heidi Achleitnerová Rakousko (AUT)        |
| MS 1999 Adelboden                                      | Alena Housová Česko (CZE)                  | Kristýna Jírová Česko (CZE)                 | Marika Zironová Německo (GER)             |
| MS 2000 St. Johann im Pongau                           | Heidi Achleitnerová Rakousko (AUT)         | Alena Housová Česko (CZE)                   | Soňa Jandová Česko (CZE)                  |
| MS 2001 Bischofswiesen                                 | Iris Lienhardová Rakousko (AUT)            | Petra Tschachová-Wlezceková Rakousko (AUT)  | Petra Poláková Česko (CZE)                |
| MS 2002 Špindlerův Mlýn                                | Alena Housová Česko (CZE)                  | Iris Lienhardová Rakousko (AUT)             | Petra Poláková Česko (CZE)                |
| MS 2003 Visla                                          | Alena Housová Česko (CZE)                  | Petra Poláková Česko (CZE)                  | Petra Mörtenhuemerová Rakousko (AUT)      |
| MS 2004 Gosau                                          | Alena Housová Česko (CZE)                  | Kerstin Mörtenhuemerová Rakousko (AUT)      | Klára Hofmanová Česko (CZE)               |
| MS 2006 Grächen                                        | Alena Housová Česko (CZE)                  | Petra Mörtenhuemerová Rakousko (AUT)        | Kerstin Mayrhoferová Rakousko (AUT)       |
| MS 2007 Aigen im Mühlkreis                             | Petra Mörtenhuemerová Rakousko (AUT)       | Alena Housová Česko (CZE)                   | Petra Poláková Česko (CZE)                |
| MS 2009 Ustroň                                         | Iris Lienhardová Rakousko (AUT)            | Petra Mörtenhuemerová Rakousko (AUT)        | Kerstin Mayrhoferová Rakousko (AUT)       |
| MS 2010 Kirchberg in Tirol                             | Petra Mörtenhuemerová Rakousko (AUT)       | Iris Lienhardová Rakousko (AUT)             | Kerstin Mayrhoferová Rakousko (AUT)       |
| MS 2011 Nauders                                        | Alena Housová Česko (CZE)                  | Klára Hofmanová Česko (CZE)                 | Iris Lienhardová Rakousko (AUT)           |
| MS 2012 Deštné v Orlických horách a Aigen im Mühlkreis | Alena Housová Česko (CZE)                  | Iris Lienhardová Rakousko (AUT)             | Kerstin Zoisterová Rakousko (AUT)         |
| MS 2013 Bad Hofgastein                                 | Alena Housová Česko (CZE)                  | Klára Hofmanová Česko (CZE)                 | Iris Lienhardová Rakousko (AUT)           |
| MS 2014 Spital am Semmering                            | Alena Housová Česko (CZE)                  | Lisa Zaffová Rakousko (AUT)                 | Claudia Hartlová Rakousko (AUT)           |
| MS 2016 Deštné v Orlických horách                      | Claudia Hartlová Rakousko (AUT)            | Stanislava Preclíková Česko (CZE)           | Silvia Steiningerová Německo (GER)        |
| MS 2017 Grächen                                        | Claudia Hartlová Rakousko (AUT)            | Stanislava Preclíková Česko (CZE)           | Silvia Steiningerová Německo (GER)        |
| MS 2018 Lenggries                                      | Stanislava Preclíková Česko (CZE)          | Silvia Steiningerová Německo (GER)          | Claudia Hartlová Rakousko (AUT)           |
| MS 2019 Nassfeld                                       | Aneta Havlíčková Česko (CZE)               | Stanislava Preclíková Česko (CZE)           | Silvia Steiningerová Německo (GER)        |
| MS 2022 Stuhleck                                       | Stanislava Preclíková Česko (CZE)          | Pia Zoisterová Rakousko (AUT)               | Kerstin Zoisterová Lucembursko (LUX)      |
| MS 2023 Grächen                                        | Stanislava Preclíková Česko (CZE)          | Iris Lienhardová Rakousko (AUT)             | Pia Zoisterová Rakousko (AUT)             |
| MS 2025 Lenggries                                      | Stanislava Preclíková Česko (CZE)          | Marie Anna Husková Česko (CZE)              | Iris Lienhardová Rakousko (AUT)           |